# Umm al-Tuyour, Tỉnh Latakia
Turunç (tiếng tiếng Thổ Nhĩ Kỳ: Turunç, tiếng Ả Rập: تورنج, đã Latinh hoá: Umūl Tūyūr) hoặc Umm al-Tuyour (tiếng Ả Rập: أم الطيور, đã Latinh hoá: Umm al-Tūyūr) là một thị trấn ở phía tây bắc Syria, một phần hành chính của Tỉnh Latakia, nằm ở phía bắc Latakia trên bờ biển Địa Trung Hải. Các địa phương gần đó bao gồm Al-Shamiyah và Burj Hồi giáo ở phía nam, Ras al-Basit và al-Badrusiyah ở phía bắc. Theo Cục Thống kê Trung ương Syria, Umm al-Tuyour có dân số 1.101 trong cuộc điều tra dân số năm 2004. Cư dân của nó chủ yếu có nguồn gốc Turkmen.